# Hieró (governador)
Hieró (en llatí Hieron, en grec antic Ἱέρων) fou un dels principals sàtrapes o governadors entre els parts cap a l'any l'any 36, però d'origen grec, com indica el seu nom.
Apareix quan Tiridates, net de Fraates IV de Pàrtia amb el suport de l'emperador Tiberi, va envair Pàrtia i va assolir la corona. Tiridates III va elegir malament als seus consellers i ministres i practicava costums romans, de manera que aviat va perdre el suport. Entre els que se li van girar en contra hi havia Hieró, que després de dubtar un temps es va decantar per Artaban i va ser un dels principals responsables de què aquest pogués ocupar novament el tron l'any 37, segons diu Tàcit als Annals.